# Anaphalioides alpina
Anaphalioides alpina là một loài thực vật có hoa trong họ Cúc. Loài này được (Cockayne) Glenny mô tả khoa học đầu tiên năm 1997.